# Château de Meywihr
Le château de Meywihr est un monument historique situé à Ammerschwihr, dans le département français du Haut-Rhin.

## Localisation
Ce bâtiment est situé à Ammerschwihr.

## Historique
Ayant appartenu initialement à l'abbaye de Murbach ; usurpé par les comtes de Ferrette, il fut assiégé vers 1279 par les sires de Ribeaupierre, à qui il échut en 1291 par jugement de Rodolphe de Habsbourg. 
Au fil des siècles, le château de Meywihr a changé plusieurs fois de mains et a été le théâtre de nombreux événements historiques. Pendant la guerre de Trente Ans (1618-1648), le château a été le lieu d'un violent affrontement entre les troupes françaises et impériales. Les troupes impériales, sous le commandement de Charles IV de Lorraine, ont réussi à s'emparer du château après un long siège. Cependant, en 1638, les troupes françaises, sous le commandement du maréchal de la Force, ont repris le château après une bataille acharnée.
Au XVIIIe siècle, le château de Meywihr est devenu la propriété de la famille de Ribeaupierre, qui l'a possédé pendant plus de 200 ans. Pendant la Révolution française, le château a été pillé et détruit. Les murs du château ont été utilisés pour la construction de bâtiments dans les villages environnants.
Cependant, au cours du XIXe siècle, le château de Meywihr a été redécouvert par des passionnés d'histoire et des archéologues. Les ruines ont été étudiées et des fouilles ont été entreprises pour mieux comprendre l'histoire de ce château médiéval.
Aujourd'hui, le château de Meywihr est une destination touristique populaire dans la région d'Alsace. Les visiteurs peuvent explorer les ruines du château, découvrir son histoire fascinante et profiter de la vue imprenable sur les collines environnantes. Le château est également utilisé pour des événements culturels et des spectacles en plein air, faisant ainsi revivre l'histoire et la culture de cette région riche en patrimoine.
L'édifice fait l'objet d'une inscription au titre des monuments historiques depuis 1956.

## Architecture
Les vestiges du château de Meywihr, mamelon circulaire de 66 m de diamètre entouré d'un fossé, ont été considérés en 1946 comme ceux d'un fortin de l'époque franque. Au centre du tertre formé par des débris du château les fouilles ont relevé la base d'un donjon carré de 8 m de côté, conservé sur moins de 2 m de hauteur. Constitués d'assises régulières de moellons en grès, calcaire et granit, les murs épais de plus de 2 m ont été dégagés jusqu'au deux assises inférieures qui constituent les fondations primitives. Les chaînes d'angle présentent un appareil soigné de pierres à bossages, dont le liseré assez large situe la construction du château à la fin de l'époque romane. Il est en ruines depuis le 13e siècle.